# Rudolf Majster
Rudolf Maister-Vojanov (Kamnik, 29. ožujka 1874. – Unec pri Rakeku, 26. srpnja 1934.), slovenski pjesnik i divizijski general. 
Kraj rata dočekao je kao bojnik Austro-Ugarske vojske, s rasporedom u Mariboru. 
Vojni zapovjednik slovenskog etničkog područja nakon Prvog svjetskog rata, te je na čelu snaga od približno 4000 vojnika i 200 časnika u noći 23. studenog 1918. godine zauzeo Maribor u ime Države Slovenaca, Hrvata i Srba. Pri tome je narednog dana na grupu civila – pobornika priključenja Maribora Njemačkoj Austriji, neki od njih izgleda u odorama pronjemačkog Schutzwehra, tj. Zelene garde, koju su Majsterovi borci prethodno bili razoružali – otvorena vatra, te je ubijeno 9, a ranjeno 18 tih civila; riječ je izgleda bila o grupi koja je u iščekivanju savezničke delegacije pokušala zauzeti prostorije gradskog poglavarstva, kako bi mogli saveznike dočekati kao gradska vlast.  
Slovenske snage su potom zauzele još čitavu Korušku, čiji je sjeverni dio Kraljevina SHS morala prepustiti nakon Koruškog plebiscita 1920. godine. 
Predsjednik komisije za razgraničenje s Italijom, 1921. – 1923. godine. Kao jedini ne-Srbin bio je imenovan za generala vojske Kraljevine SHS, iz koje je u nejasnim okolnostima umirovljen 1923. godine.    